# Aharon Amir
Aharon Amir, (hebr. אהרן אמיר, ur. 7 maja 1923 w Kownie na Litwie, zm. 28 lutego 2008 w Tel Awiwie) – izraelski pisarz, poeta, tłumacz i wydawca, jeden z założycieli tzw. ruchu kananejskiego.

## Życiorys
Urodził się w Kownie jako Aharon Lipec (hebr. אהרן ליפֶּץ). Jego ojciec, Dow Lipec, był jednym z najważniejszych hebraistów litewskich i działaczy ruchu syjonistycznego. Wraz z rodziną wyemigrował do brytyjskiego mandatu w Palestynie w roku 1934. Uczęszczał do Gimnazjum Herzlija. Należał do tajnych organizacji zbrojnych Ecel oraz Lechi. W późniejszych latach studiował literaturę i język arabski na Uniwersytecie Hebrajskim w Jerozolimie.
Amir był jednym z członków założycieli ruchu „Młodych Hebrajczyków” znanego powszechnie jako tzw. ruch kananejski, który głosił powstanie nowej tożsamości żydowskiej, budowanej nie na judaizmie i na tradycji powstałej w diasporze, ale na języku hebrajskim i związku z Ziemią Izraela. Wierność swoim ideałom wyrażał również w arabizującej wymowie głosek ˤain oraz ḥet.
W roku 1948, jako członek ruchu „Młodych Hebrajczyków”, utworzył czasopismo „Alef”, którego był redaktorem do zakończenia działalności wydawnictwa w 1953 roku. Czasopismo podejmowało tematy polityczne i komentowało bieżące wydarzenia kulturalne z „kananejskiego” punktu widzenia.
W roku 1958 założył postępowe czasopismo literackie „Keszet”, które było otwarte na wszystkie prądy literackie i wspierało przede wszystkim młodych autorów. Na jego łamach debiutowali przyszli wybitni przedstawiciele literatury izraelskiej: Amos Oz, A.B. Jehoszua, Jeszajahu Koren, Jicchak Ben Ner, Reuwen Miron i wielu innych. Wydawnictwo zakończyło działalność w 1976 roku i niemal ćwierć wieku później zostało wznowione pod nowym tytułem „Keszet ha-Hadasza”. Od 2000 roku ukazały się 22 nowe zeszyty.
Był aktywnym działaczem politycznym. Po wojnie sześciodniowej w 1967 roku powołał do życia „Ruch na rzecz Wielkiego Izraela”, który wspierał osadnictwo na nowo zajętych terenach – Zachodnim Brzegu, Gazie, na Półwyspie Synaj i Wzgórzach Golan. Jednak, w przeciwieństwie do przedstawicieli ideologii nacjonalistycznej, Amir proponował stworzenie nowego świeckiego i demokratycznego państwa i równości Arabów i Żydów. Po zakończeniu okupacji południowego Libanu i wycofaniu wojsk izraelskich w 2000 roku, Amir współtworzył stowarzyszenie na rzecz przyjaźni izraelsko-libańskiej, które libańskich uchodźców w Izraelu.
W roku 1951 otrzymał nagrodę im. Czernichowskiego. Otrzymał również stypendium rządowe im. prezydenta Lewiego Eszkola w 1996 roku. Za swoje liczne tłumaczenia, głównie z języka angielskiego, otrzymał w 2003 rok najważniejszą nagrodę państwową „Pras Israel”.
Jego tłumaczenia obejmują m.in. twórczość Jane Austen, George’a Eliota, Sherwooda Andersona, Hansa Christiana Andersena, Saula Bellowa, Emily Brontë, Williama Goldinga, Henry’ego Jamesa, Roberta Gravesa, Grahama Greene’a, Edgara Lawrence’a Doctorowa, Karen Blixen, Karola Dickensa, O. Henry’ego, Ernsta Hemingwaya, Virginii Woolf, Thomasa Wolfe’a, Marka Twaina, Dawida Herberta Lawrence’a, Toni Morrison, Alana Alexandera Milne’a, Hermana Melville’a, Bernarda Malamuda, Johna Steinbecka, Georges’a Simenona, Jeana-Paula Sartre’a, Edgara Allana Poego, Williama Faulknera, Winstona Churchilla, Alberta Camusa, Wilkiego Collinsa, Josepha Conrada, Lewisa Carrolla, Salmana Rushdiego, Philipa Rotha, Mordecaia Richlera.
Zmarł w 2008 roku w następstwie choroby nowotworowej.